# Liste des évêques et archevêques de Chambéry
La liste des évêques de Chambéry (1779-1792, puis 1801-1805), puis archevêques de Chambéry (1805-1966), archevêques de Chambéry, évêques de Maurienne et évêques de Tarentaise (à partir de 1966) présente la succession des prélats à la tête du diocèse de Chambéry (créé en 1779, puis recréé en 1801), puis de l'archidiocèse de Chambéry, Maurienne et Tarentaise (créé en 1966), installés à Chambéry.

## Évêques de Chambéry
- 1780 - 1793, Michel Conseil (1716-1793)[1].

- 1793 - 1796, François-Thérèse Panisset, évêque constitutionnel[2].

La bulle Qui Christi Domini, prise en exécution du Concordat de 1801, supprime et recrée le siège de Chambéry en lui assignant comme diocèse les deux départements du Mont-Blanc et du Léman, Genève, Annecy et le Pays de Gex compris.
- 1802 – 1805 (démission), René des Monstiers de Mérinville (ou de Moustier) (1742-1829), évêque de Dijon, puis évêque de Chambéry et Genève[2].

## Archevêques métropolitains de Chambéry
En 1817, le diocèse de Chambéry est érigé en archidiocèse métropolitain à la tête de la province ecclésiastique de Chambéry.
| Portrait | Armoiries | Épiscopat                       | Titulaire                                     | Notes |
| -------- | --------- | ------------------------------- | --------------------------------------------- | --- |
|          |           | janvier 1805 à 1823 (démission) | Irénée-Yves de Solle (ou Desolle ou Dessole)  | évêque de Digne, puis évêque de Chambéry et Genève, puis archevêque de Chambéry.                               |
|          |           | juillet 1824 à février 1827     | François-Marie Bigex                          | évêque de Pignerol.                                                                                            |
|          |           | 1828 - mai 1839                 | Antoine Martinet                              | évêque de Tarentaise.                                                                                          |
|          |           | 27 avril 1840 - 30 avril 1873   | Alexis Billiet                                | évêque de Maurienne.                                                                                           |
|          |           | juin 1873 - octobre 1880        | Pierre-Anastase Pichenot                      | évêque de Tarbes.                                                                                              |
|          |           | 1881 à 1893                     | François-Albert Leuillieux                    | (1823-1893), évêque de Carcassonne, puis archevêque de Chambéry.                                               |
|          |           | 1893 à 1907                     | François Hautin                               | évêque d'Évreux, puis archevêque de Chambéry                                                                   |
|          |           | 1907                            | Gustave de Pélacot                            | avril à août 1907, meurt avant de prendre son poste à Chambéry, évêque de Troyes, puis archevêque de Chambéry. |
|          |           | 1907 à 1914                     | François-Virgile Dubillard                    | Cardinal (1845-1914), évêque de Quimper - Cornouailles, puis archevêque de Chambéry.                           |
|          |           | 1915 à 1936                     | Dominique Castellan                           | évêque de Digne, puis archevêque de Chambéry.                                                                  |
|          |           | 1937 à 1947                     | Pierre-Marie Durieux                          | évêque de Viviers, puis archevêque de Chambéry.                                                                |
|          |           | 1947 à 1966                     | Louis-Marie-Fernand de Bazelaire de Ruppierre | archevêque de Chambéry puis archevêque titulaire de Thibilis (de).                                             |

## Archevêques métropolitains de Chambéry, évêques de Maurienne et évêques de Tarentaise
Le 26 avril 1966, une constitution apostolique de Paul VI unit les diocèses de Chambéry, Tarentaise et Maurienne. Cette Constitution indique que les diocèses de Tarentaise et de Maurienne sont unis "aeque principaliter" à l'archidiocèse de Chambéry "de telle sorte qu'il y ait un seul et même évêque à la tête des trois diocèses et qu'il soit en même temps archevêque de Chambéry, évêque de Maurienne et évêque de Tarentaise".
| Portrait | Armoiries | Épiscopat   | Titulaire      | Notes                                                                                                 |
| -------- | --------- | ----------- | -------------- | --- |
|          |           | 1966 à 1985 | André Bontems  | évêque de Saint-Jean-de-Maurienne, puis archevêque de Chambéry, évêque de Maurienne et de Tarentaise. |
|          |           | 1985 à 2000 | Claude Feidt   | archevêque de Chambéry, évêque de Maurienne et de Tarentaise, puis archevêque de Aix                  |
|          |           | 2000 à 2008 | Laurent Ulrich | archevêque de Chambéry, évêque de Maurienne et de Tarentaise, puis archevêque de Lille puis de Paris  |

## Archevêques de Chambéry, évêques de Maurienne et évêques de Tarentaise
Depuis 2002, le diocèse de Chambéry est rattaché à la province ecclésiastique de Lyon.
| Portrait | Armoiries | Épiscopat   | Titulaire       | Notes                                                                                              |
| -------- | --------- | ----------- | --------------- | -------------------------------------------------------------------------------------------------- |
|          |           | 2009 à 2022 | Philippe Ballot | archevêque de Chambéry, évêque de Maurienne et de Tarentaise puis archevêque ad personnam de Metz. |
|          |           | depuis 2023 | Thibault Verny  | évêque auxiliaire de Paris puis archevêque de Chambéry, évêque de Maurienne et de Tarentaise.      |

## Evêques auxiliaires
Au cours de son histoire, l'archidiocèse a connu quelques évêques auxiliaires pour assister l'archevêque en poste.
- Eugène Lecrosnier du 21 avril 1969 au 3 novembre 1979.
- Claude Feidt du 5 juillet 1980 au 16 février 1985.
- Marcel Perrier du 15 avril 1988 au 16 mai 2000.